# SN 2004bq
SN 2004bq – supernowa typu Ia odkryta 5 maja 2004 roku w galaktyce E597-G32. W momencie odkrycia miała maksymalną jasność 17,30m.